# Iman Mahdavi
Iman Mahdavi (en persa: ایمان مهدوی‎; nacido el 12 de febrero de 1995) es un luchador olímpico iraní que emigró a Italia y compitió con el Equipo Olímpico de Atletas Refugiados en los Juegos Olímpicos de París 2024.

## Primeros años de vida
Iman Mahdavi nació el 12 de febrero de 1995 en Irán, a orillas del mar Caspio. Creció en la provincia de Mazandarán. Su padre era luchador, lo que llevó a Mahdavi a involucrarse en este deporte a partir de los quince años. Mahdavi se convirtió en siete veces campeón nacional juvenil.
El padre de Mahdavi murió de un ataque cardíaco después de que le informaran erróneamente que su hijo había muerto en un accidente de tráfico.
En octubre de 2020, Mahdavi abandonó Irán debido a las constantes preocupaciones por el trato que daba su gobierno a los derechos humanos al cruzar caminando su frontera con Turquía. Veinte días después, en noviembre, Mahdavi voló a Milán, Italia, donde solicitó asilo. diciendo más tarde en una entrevista: «Por suerte para mí, era Italia».

## Carrera
Después de llegar a Italia, Mahdavi comenzó a entrenar en el gimnasio Lotta Club Seggiano en Pioltello, que le recomendó un amigo que hizo en Instagram. Su entrenador allí, Marco «Papi» Moroni, también lo ayudó a empezar un trabajo como cadenero en un club nocturno. Los entrenadores del gimnasio notaron rápidamente la técnica avanzada y la fuerza de Mahdavi, lo que los impulsó a entrenarlo para competiciones.
Mahdavi planea mudarse a Moldavia para intensificar su entrenamiento, y pretende abrir un club deportivo para enseñar técnicas de lucha libre a gente más joven.

### Juegos Olímpicos de París 2024
El 2 de mayo de 2024, Mahdavi fue anunciado como una de los treinta y seis atletas que se unirían al Equipo Olímpico de Atletas Refugiados (EOR) en su participación en los Juegos Olímpicos de París 2024, particularmente en el evento de estilo libre masculino de 74 kg. Se tatuó los anillos olímpicos en la caja torácica con el texto «París 2024» debajo.
Los atletas refugiados como Mahdavi reciben apoyo financiero para pagar el entrenamiento y la participación en los Juegos Olímpicos del Programa de Becas para Atletas Refugiados, administrado por la Fundación Olímpica para Refugiados y financiado por la Iniciativa de Solidaridad Olímpica. La mayoría de los atletas del EOR son seleccionados a través de este programa.